# PWD Bamenda

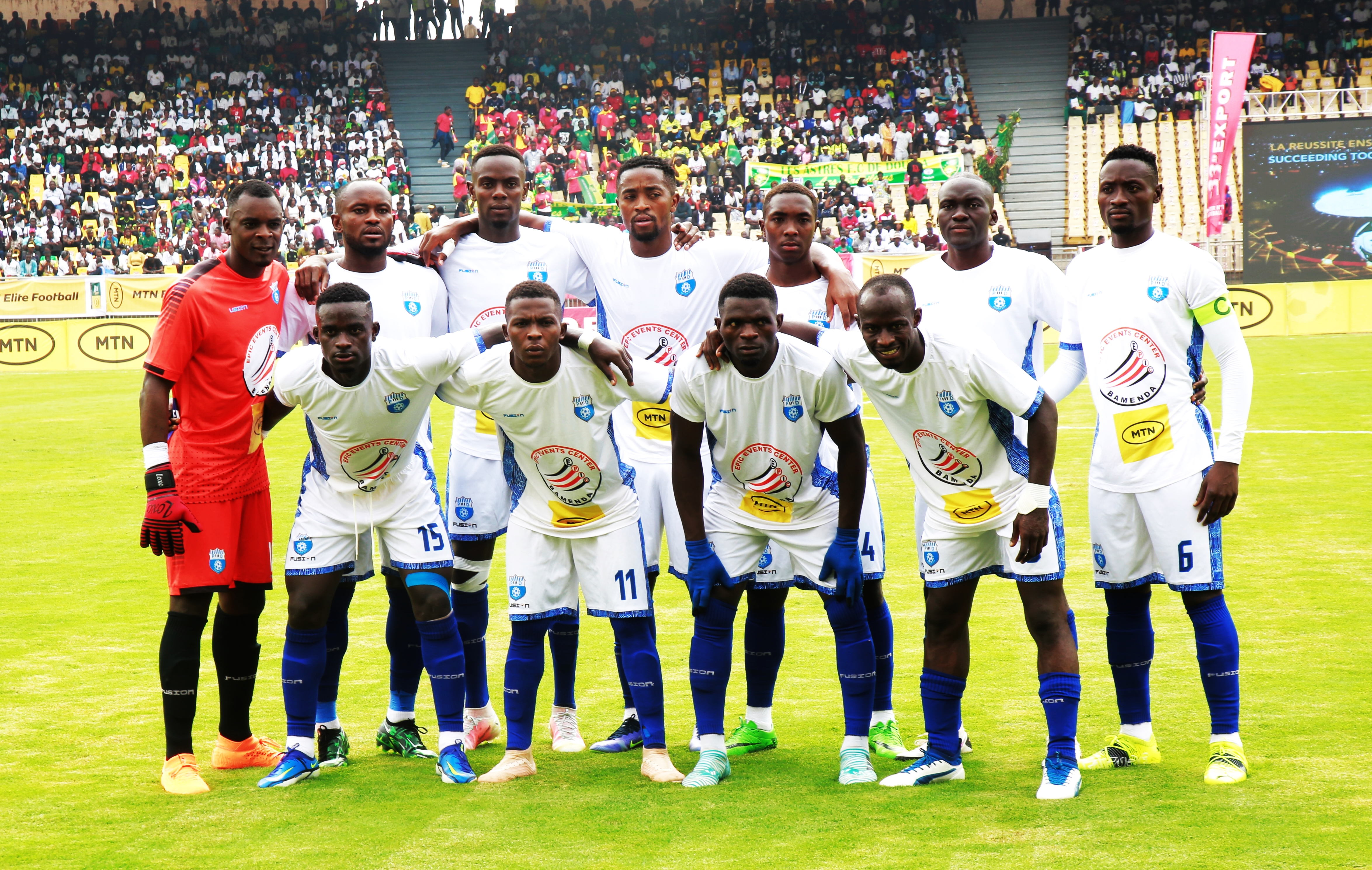
Essa e uma foto da final do "PWD Bamenda".

O PWD Bamenda é um clube de futebol com sede em Bamenda, Camarões. A equipe compete no Campeonato Camaronês de Futebol.

## História
O clube foi fundado nos anos 60.

## Notáveis futebolistas
- Pius N'Diefi (juniores)
- Bertin Tomou
- Matthew Mbuta
- Augustine Simo